# Beaucourt-sur-l’Hallue
Beaucourt-sur-l’Hallue ist eine französische Gemeinde mit 279 Einwohnern (Stand 1. Januar 2022) im Département Somme in der Region Hauts-de-France. Sie gehört zum Arrondissement Amiens und zum Kanton Corbie.

## Bevölkerungsentwicklung
- 1962: 194
- 1968: 208
- 1975: 225
- 1982: 214
- 1990: 235
- 1999: 226
- 2012: 259